# Пос, Алетте
Эстер (Алетте) Пос (нидерл. Esther (Alette) Pos, 30 марта 1962, Арнем, Нидерланды) — нидерландская хоккеистка (хоккей на траве), вратарь. Олимпийская чемпионка 1984 года.

## Биография
Алетте Пос родилась 30 марта 1962 года в нидерландском городе Арнем.
Играла в хоккей на траве за «Упвард» из Арнема.
В 1984 году вошла в состав женской сборной Нидерландов по хоккею на траве на летних Олимпийских играх в Лос-Анджелесе и завоевала золотую медаль. Играла на позиции вратаря, провела 1 матч.
В 1982—1988 годах провела за сборную Нидерландов 28 матчей, в основном оставаясь дублёром Дет де Бёс.